# Leuchtturm D’r Hartmut
Der Leuchtturm „D'r Hartmut“ ist ein kleines inoffizielles Leuchtfeuer und steht am Ende des 2014 errichteten Schutzdammes auf der Südseite des Segelhafens Osterreinen am Forggensee in Bayern. Er dient als Warnzeichen vor einer Untiefe an der Hafeneinfahrt.

## Daten

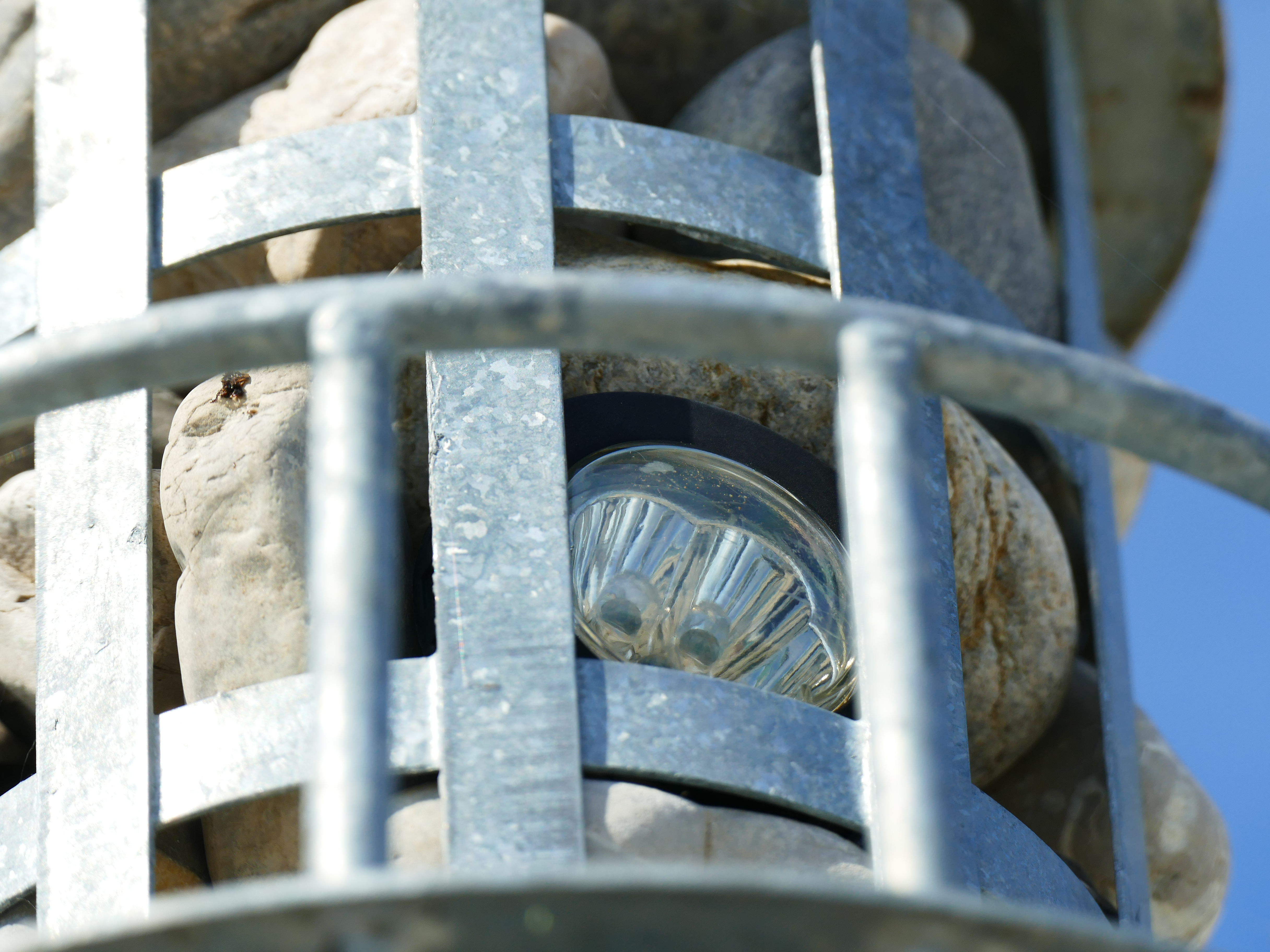
LED-Leuchtfeuer an der Spitze

Das vom örtlichen Segelclub OSC (Osterreiner Segelclub) gebaute Objekt besteht aus mit Steinen gefüllten Gabionenkörben, ist 2,8 Meter hoch und verfügt über ein massives, 4 Quadratmeter großes Fundament. Es ersetzte einen Besen, der die Segler vor dem oft unter Wasser liegenden Ende des Dammes vor Untiefe warnte.
Mit 780,5 m über NHN ist das Leuchtfeuer der höchstgelegene „Leuchtturm“ Deutschlands und liegt damit höher als der Leuchtturm an der Hafeneinfahrt in Lindau am Bodensee.
An der Spitze des Leuchtfeuers ist ein orangefarbener Windsack und ein solarbetriebenes LED-Licht befestigt, das in der Nacht leuchtet und das Leuchtfeuer markiert.

## Geschichte
Der Leuchtturm wurde zum 50-jährigen Jubiläum des OSC im Sommer 2016 von Vereinsmitgliedern errichtet und seitdem stetig ausgebaut. So erhielt er im Jahr 2019 einen höheren Unterbau und ein größeres Fundament. Dabei wurden die Steine in den Gabionenkörben in rot-schwarzer Warnfarbe angemalt, um das Leuchtfeuer besser kenntlich zu machen. Dies geschah auf Wunsch der Wasserschutzpolizei, die das Leuchtfeuer daraufhin trotz fehlender Toppzeichen als Einzelgefahrzeichen akzeptierte. Im Jahr 2022 wurde eine kleine Metallkassette mit einem Gästebuch für Besucher des Leuchtturms montiert.
Der Leuchtturm ist nach einem Ehrenvorstand des OSC benannt, der die Finanzierung übernahm.